# Церква Іоана Богослова (Покровка)
Церква Іоана Богослова — чинна мурована церква, пам'ятка архітектури місцевого значення, у селі Покровка Любашівської селищної громади Подільського району Одеської області України. Храм розташований на високому пагорбі лівого берега річки Тилігул.

## Опис
Архітектура церкви має риси, що добре поєднуються, зокрема вузькі аркові вікна, гостроверху дзвіницю та карнизи. Характерною рисою є наявність 11 куполів, з яких найбільший має в висоту 17,5 метрів. Будівля церкви оснащена системою опалення, створеною ще в 1911 році.

## Історія

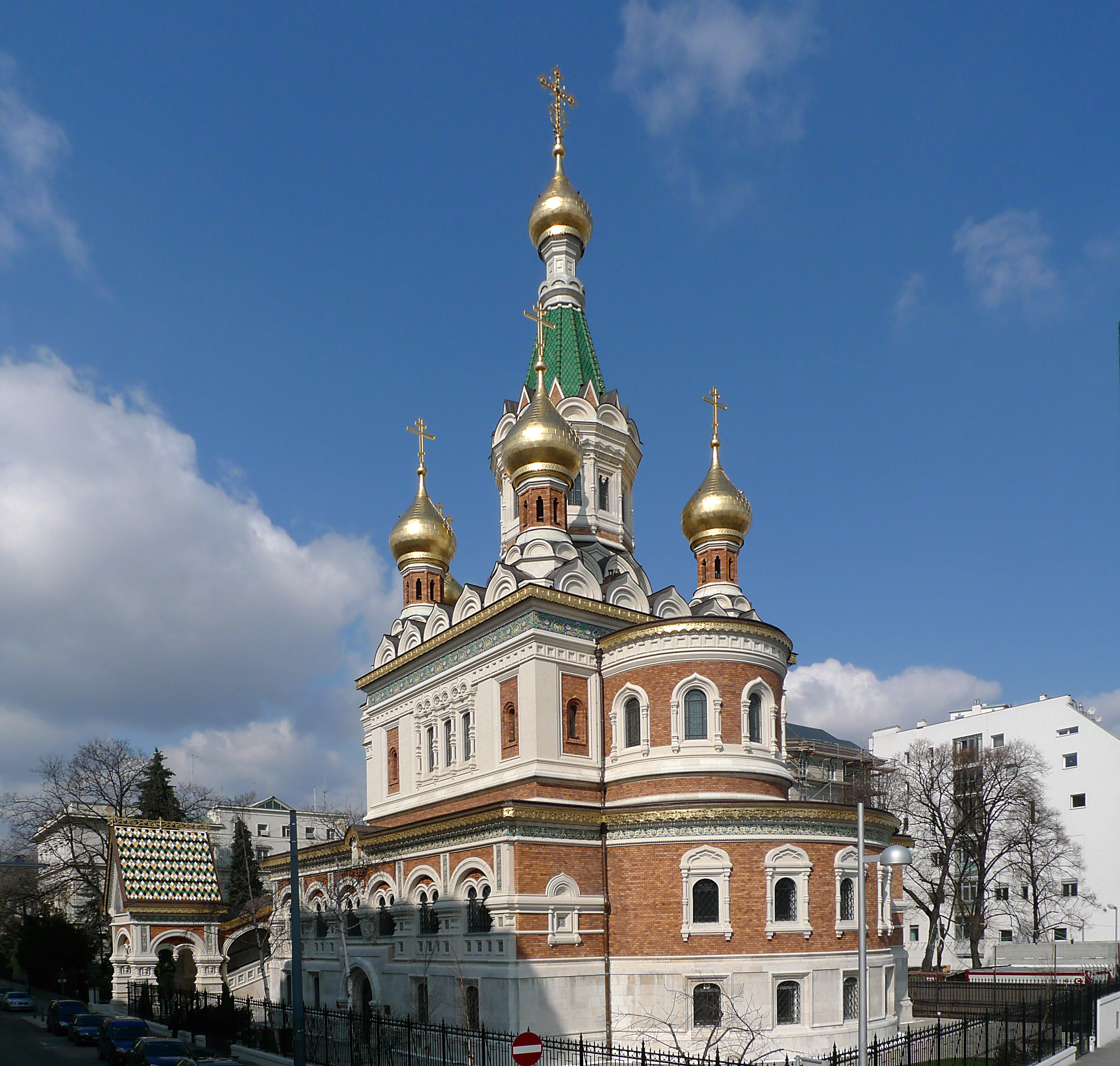
Нікольський собор у Відні лише частково нагадує церкву у Покровці

Засновником храму є місцевий поміщик пан Кондрацький, що за освітою був інженером-будівельником. За легендою до створення храму його надихнув православний Нікольський собор міста Відень, Австрія. Відвідавши цю країну в кінці XIX століття, побачив неземної краси храм і вирішив на своїх землях звести точну його копію. Насправді церква у Покровці нагадує Нікольський собор лише віддалено.
Для обігріву храму в підвалі була побудована спеціальна опалювальна система, щоб було тепло навіть під центральним куполом, висота якого становить 17,5 метрів. Над внутрішнім убранням церкви працювали найкращі майстри. Після завершення всіх будівельних робіт на початку XX століття, величний сільський храм був урочисто освячений на честь святого Івана Богослова.
Після революції 1917 року храм пережив непрості часи — його розграбували, були зняті бронзові дзвони і хрести, а двері забили дошками. Декілька десятиліть храм стояв порожнім. Атеїсти виношували плани зруйнувати архітектурне диво. Врятувало храм те, що його стали використовувати як сховище для мінеральних добрив, а потім на його захист виступив письменник Степан Олійник, уродженець сусіднього села Пасицели, який хотів зробити в храмі сільський краєзнавчий музей і до дверей храму була прибита відповідна табличка.
На початку 1990-х храм повернуто релігійній громаді. Зараз він входить до багатьох туристичних маршрутів Одещини.

## Галерея

### Зовнішній вигляд

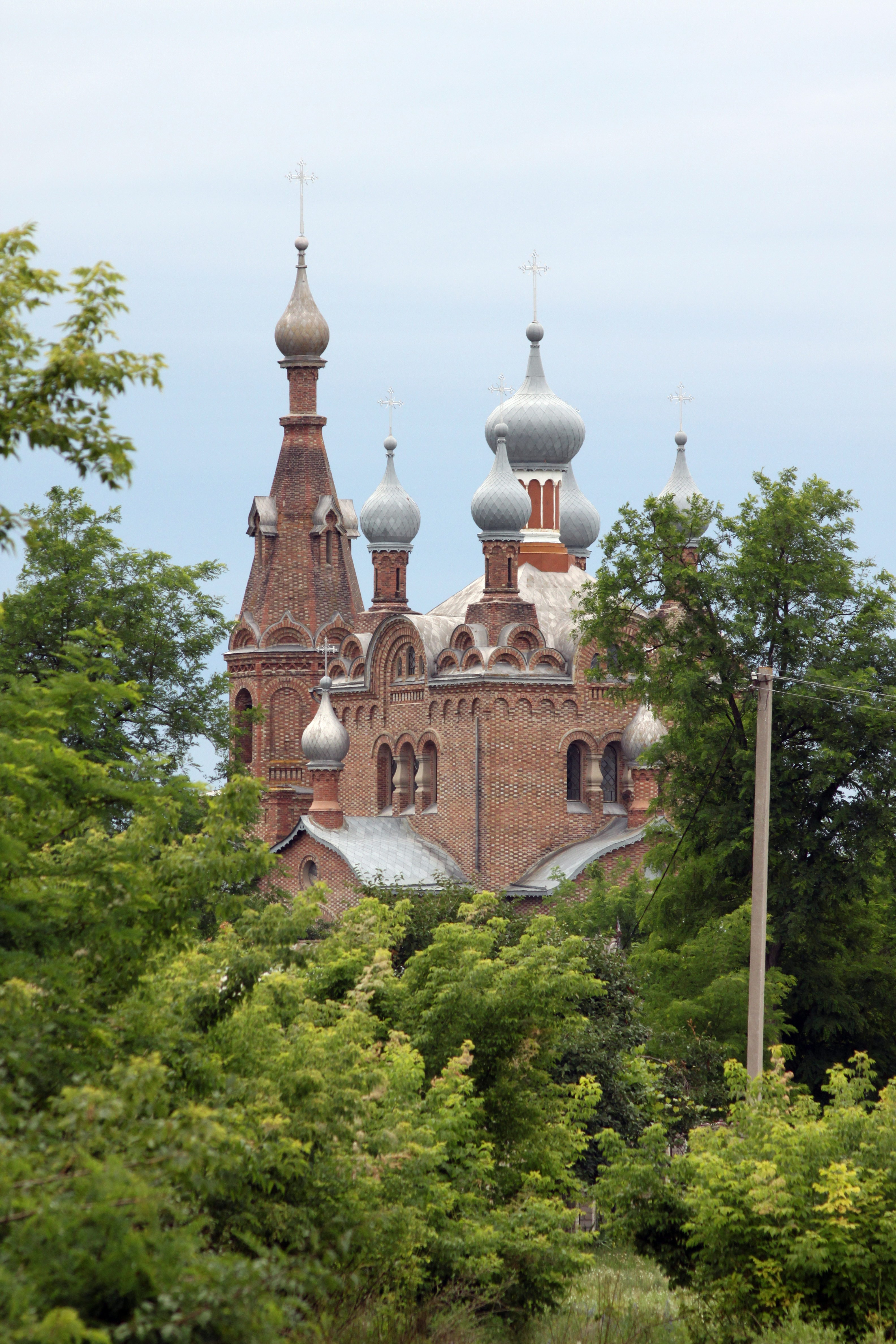
Загальний вигляд
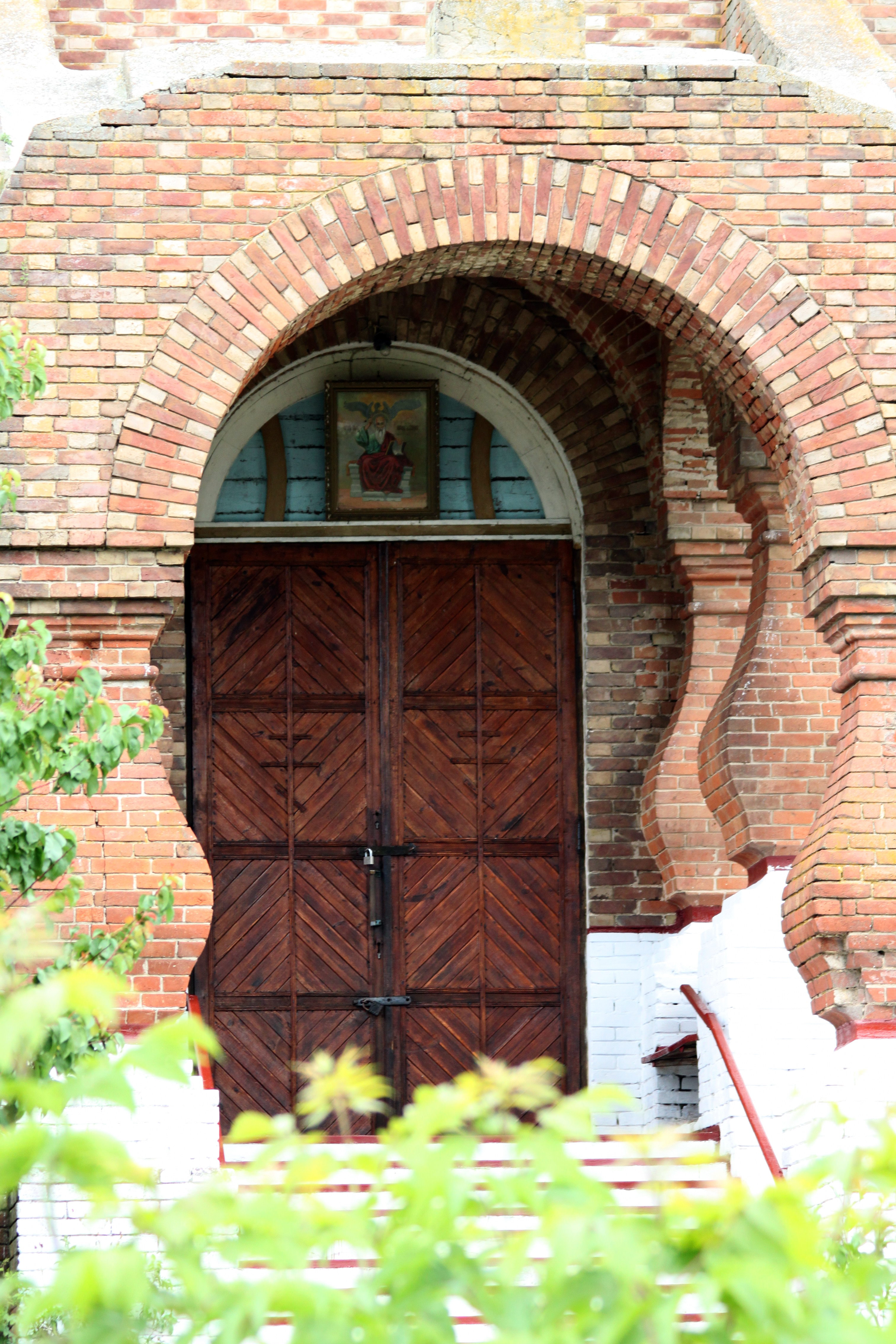
Вхід до церкви
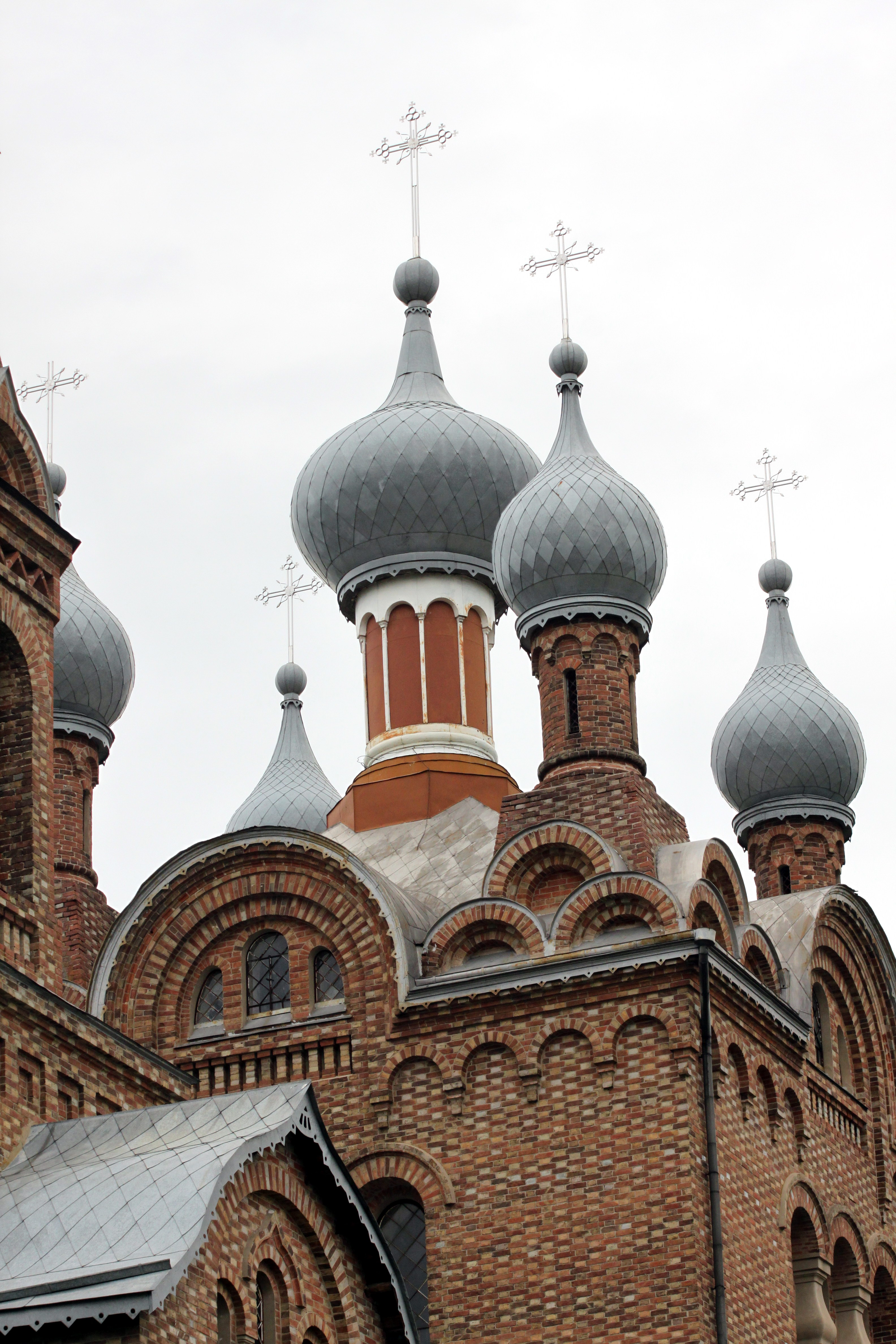
Головний купол церкви
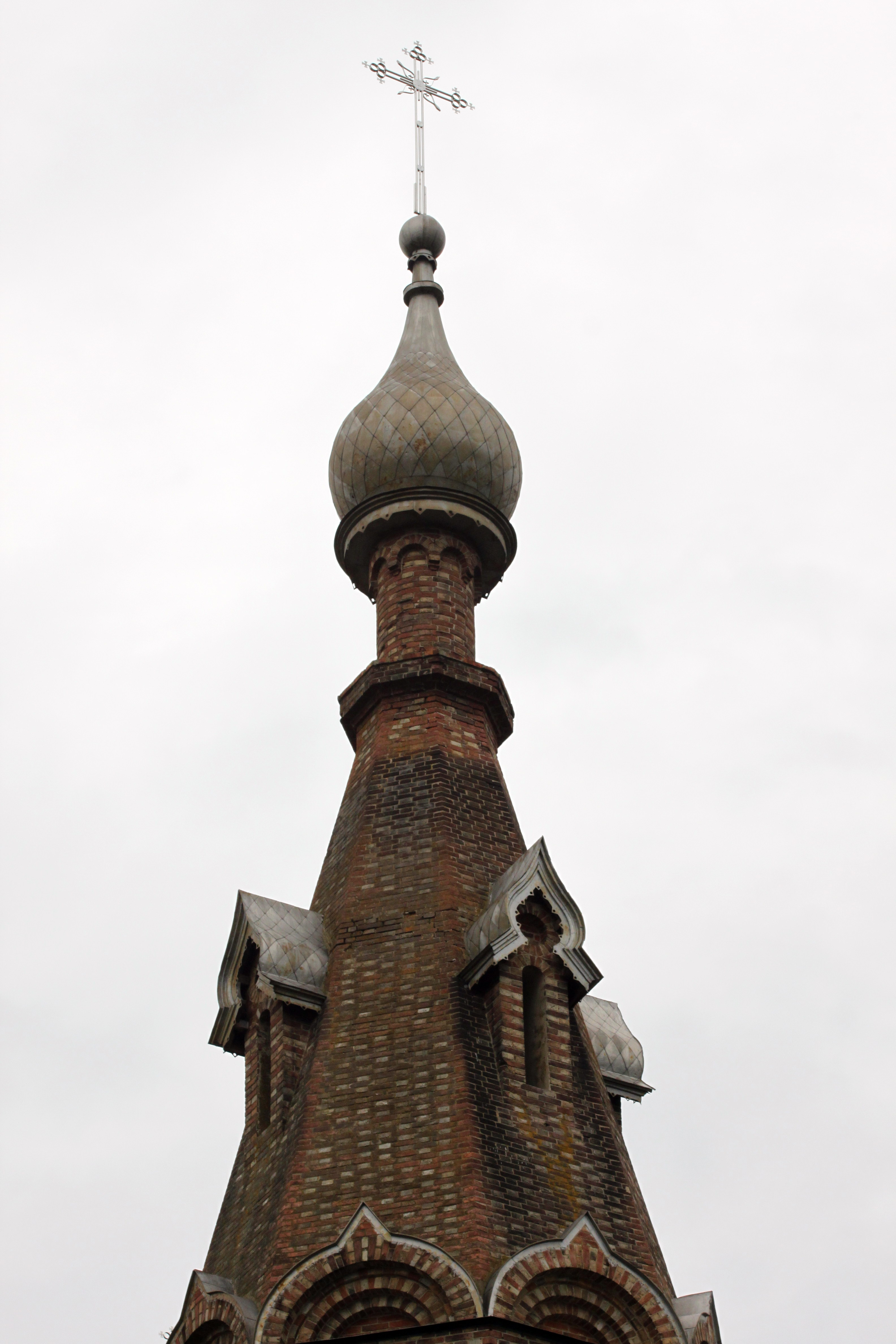
Дзвіниця
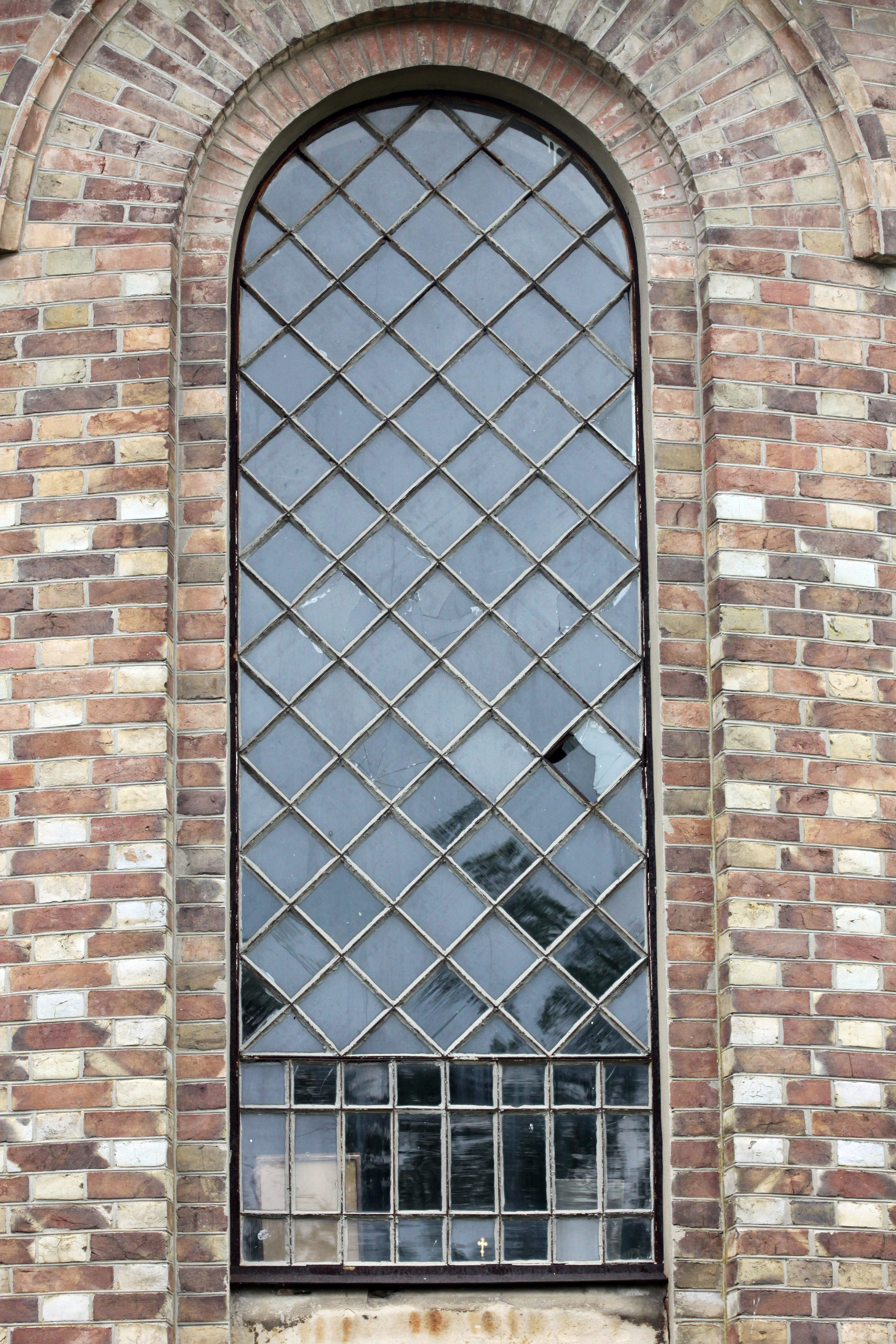
Вікно
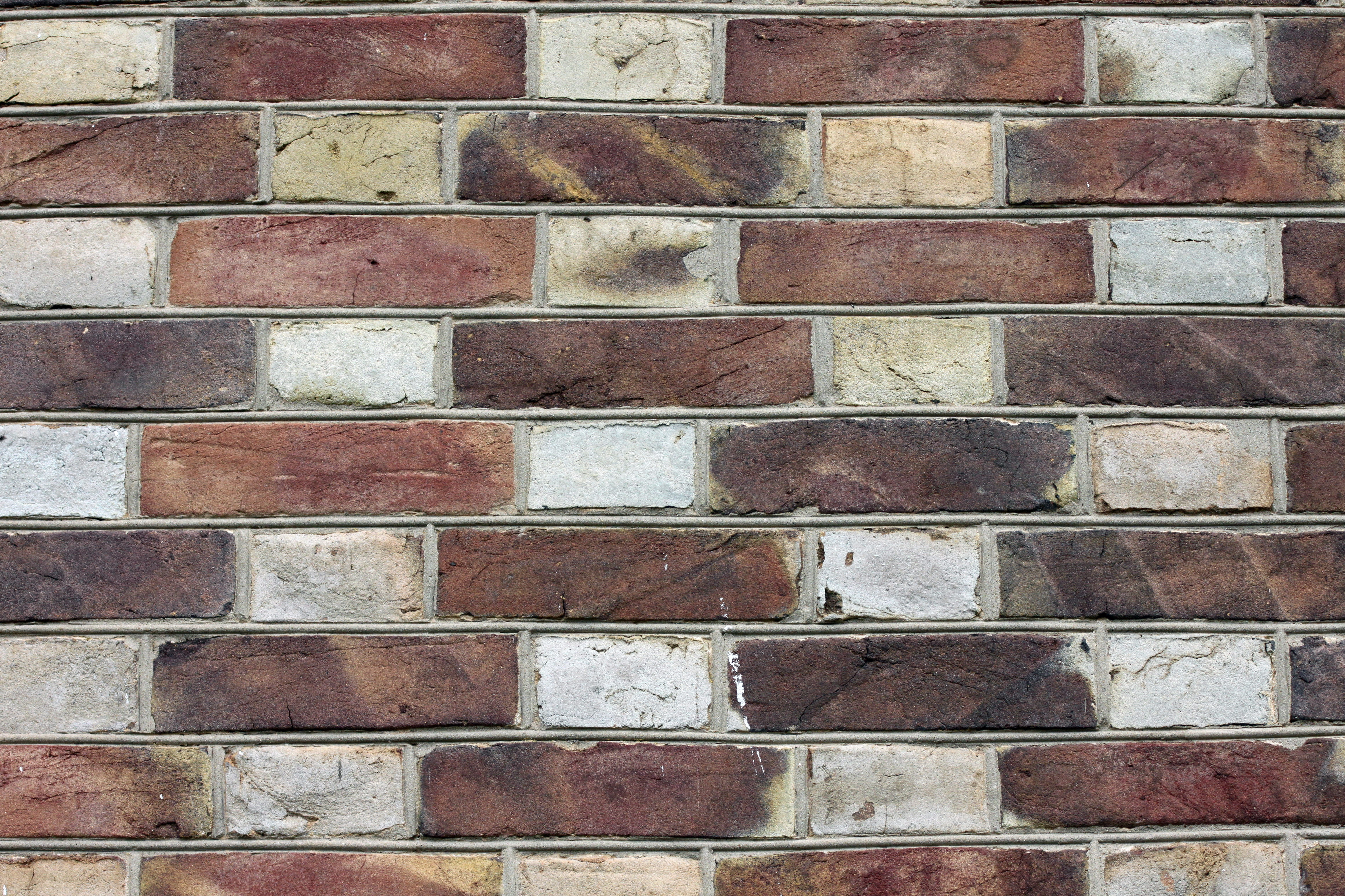
Стіни храму

### Внутрішній вигляд

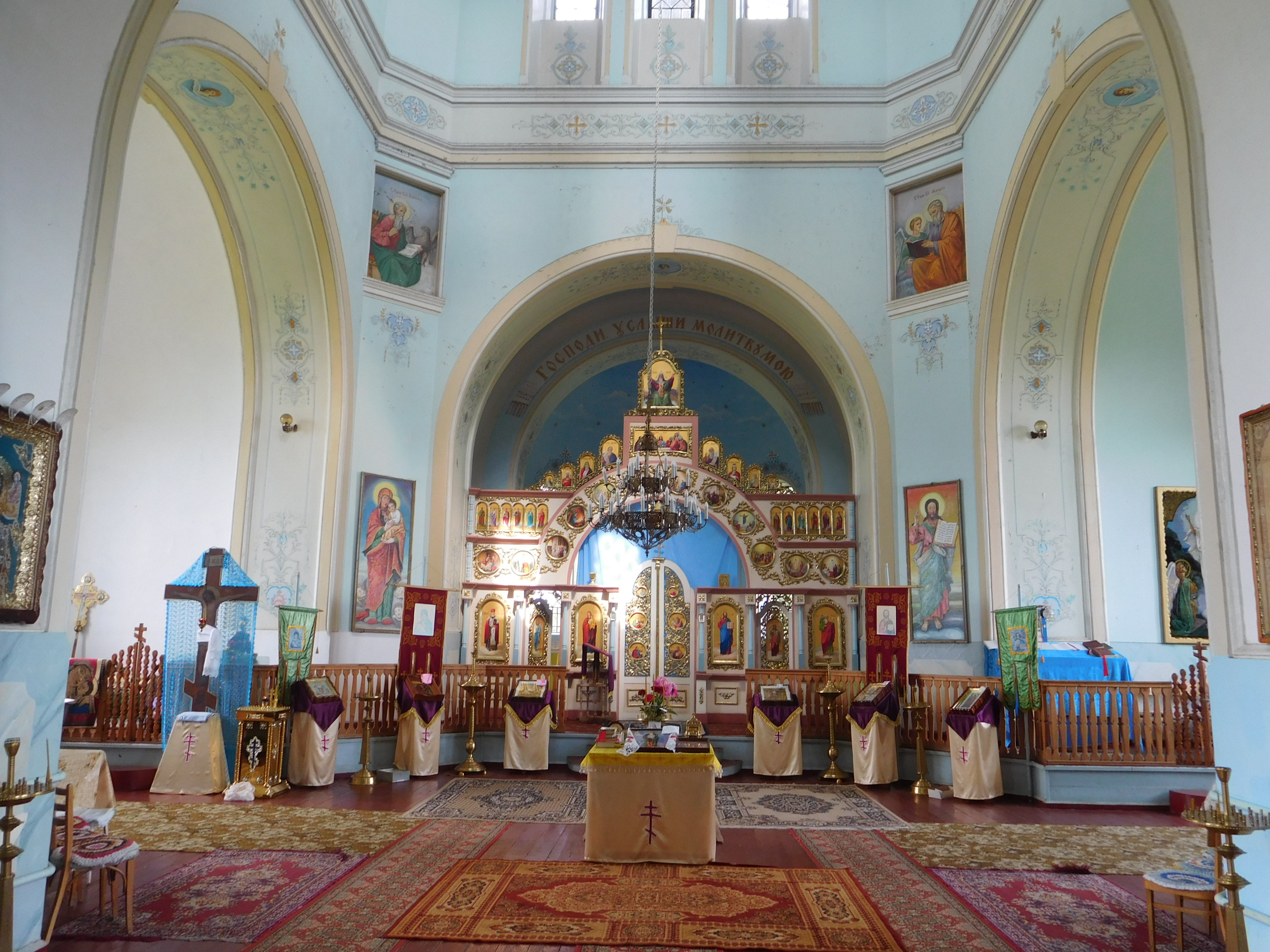
Вигляд на вівтар
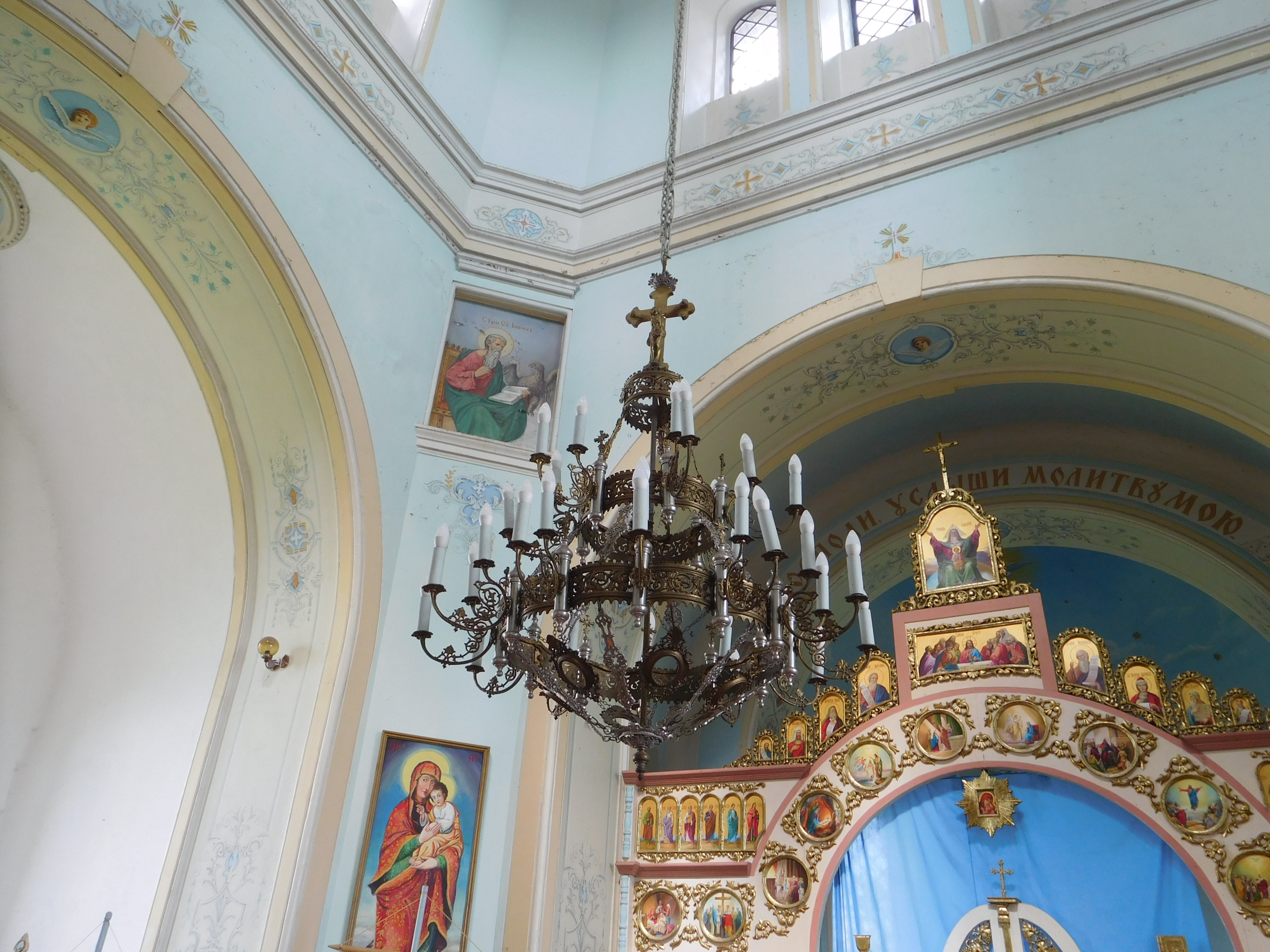
Люстра
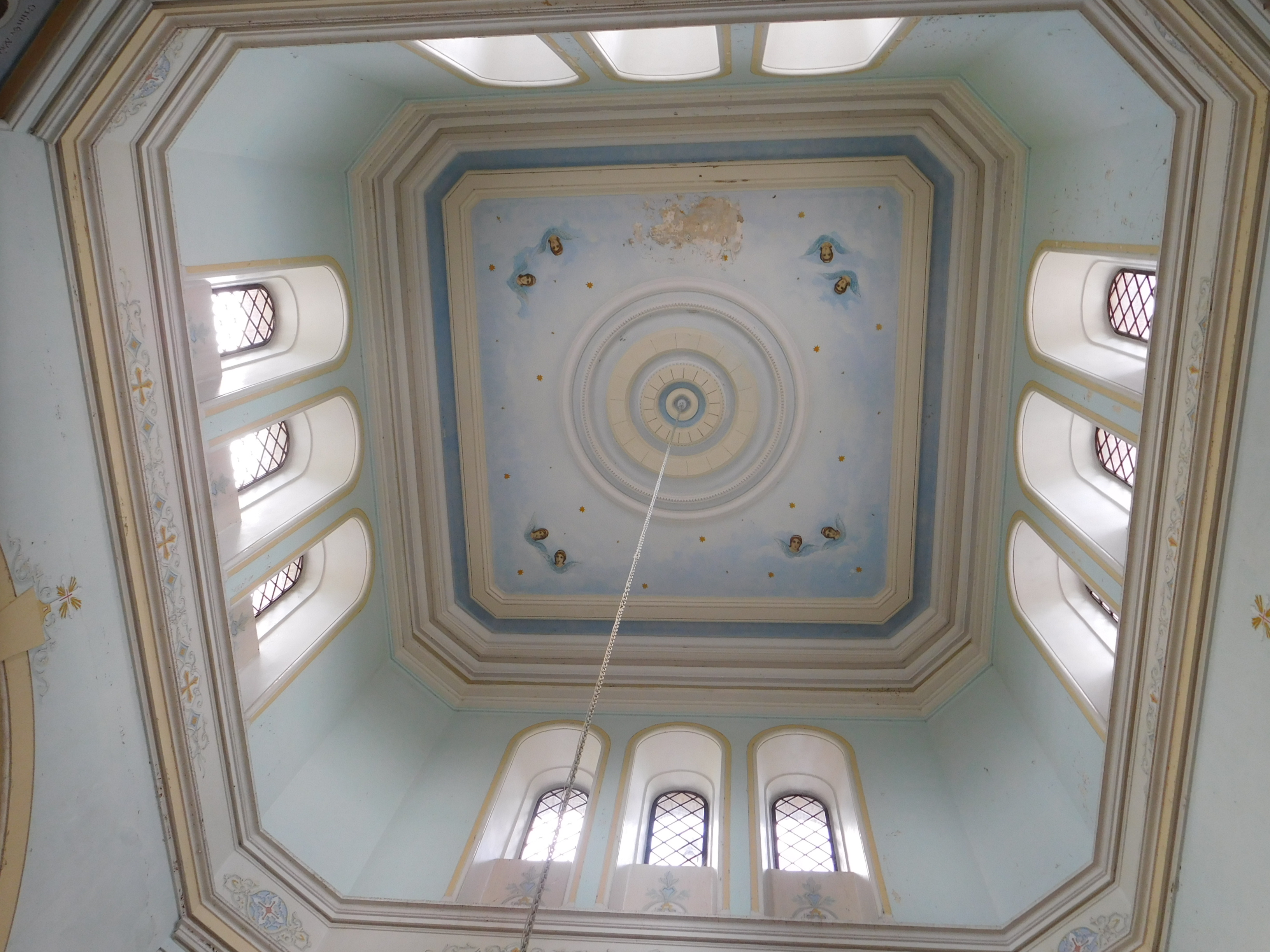
Головний купол церкви
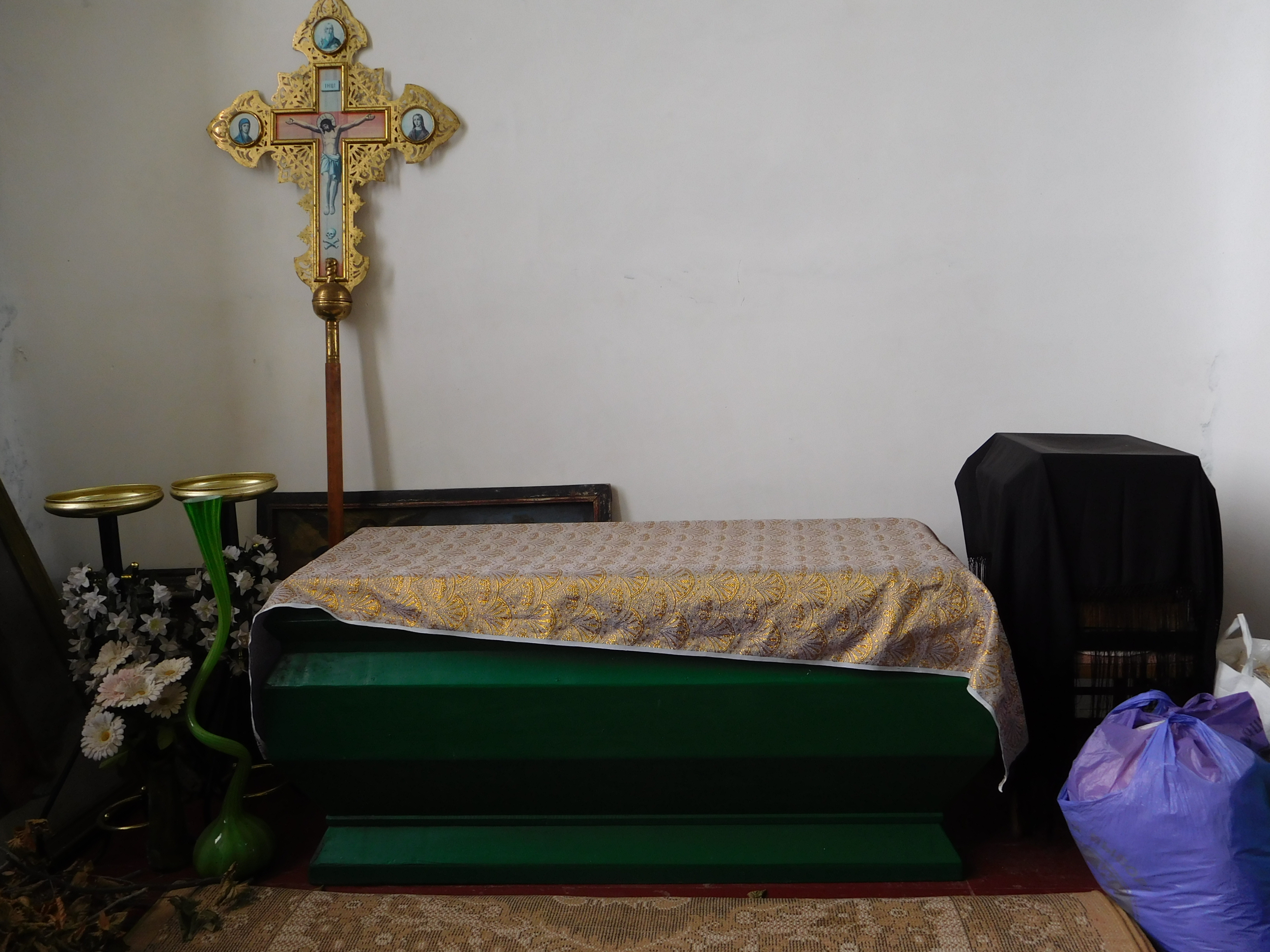